# Rider Pt. 2
Rider Pt. 2 is de tweede single van T.O.S, het tweede album van Amerikaanse rapgroep G-Unit.
Het nummer verscheen eerst op de Fat Joe-diss-mixtape Elephant in the Sand en werd later op het studioalbum geplaatst. Young Buck zingt één couplet, omdat hij destijds nog niet uit G-Unit was gezet. In de video is zijn stukje echter wel weggeknipt. De single presteerde net als zijn voorganger bedroevend en haalde de hitlijsten niet.